# دالي نيوتن
دالي نيوتن (بالإنجليزية: Dale Newton)‏ هو لاعب دوري الرغبي أسترالي، ولد في 19 فبراير 1983 في سيدني في أستراليا.